# Raffles Institution
Raffles Institution (RI), crée en 1823, est le plus ancien lycée de Singapour. C'est une école indépendante composée d'un lycée qui enseigne aux garçons de 12 à 16 ans et un collège mixte qui enseigne aux élèves de 16 à 18 ans. 

## Description
Depuis 2007, l’école propose un programme intégré de six ans, nommé le Raffles Programme, qui permet aux élèves de passer ses GCE A-Levels sans passer les GCE O-Levels. Ce programme est proposé conjointement avec son école sœur, Raffles Girls 'School (Secondary) ou RGS. 
RI a été parmi les premières écoles à recevoir le prix d'excellence scolaire du ministère de l'Éducation. Il est membre de divers partenariats et alliances universitaires, tels que les écoles du G20 et le réseau Winchester. Il a également cofondé l'Alliance mondiale des écoles de pointe.

## Anciens élèves
- He Ting Ru, femme politique singapourienne.
- Lee Choo Neo, première femme médecin à exercer à Singapour, chirurgienne, dirigeante d'association.
- Stella Kon, dramaturge, prix des écrivains de l'Asie du Sud-Est.
- Abdul Azim, fils du sultan du Brunei.